# Friedrich Dürrenmatt
Friedrich Dürrenmatt (Konolfingen, Bern kanton, Svájc, 1921. január 5. – Neuchâtel, 1990. december 14.) svájci író, drámaíró, képzőművész.

## Értékelése
A második világháborút követő időszak német nyelvű svájci irodalmának legnagyobb hatású képviselője. Színműveit már életében számos nyelvre lefordították, és azokat mindmáig gyakran játsszák a világ színpadain. Honfitársához, Max Frisch drámaíróhoz hasonlóan műveiben gyakorta reflektál a világháború történéseire, morális kérdéseire. Ez a reflexió ugyanakkor a legtöbb esetben nem patetikus, tragikus, hanem komikus, nem egy esetben groteszk formát ölt.
Sokan Dürrenmattot tartják a késő modern tragikomédia megteremtőjének. E tekintetben az 1950-es-60-as évek során keletkezett művei a legmeghatározóbbak.

## Életrajza

### Fiatalkora
Nagyapja konzervatív politikus, édesapja, Reinhold Dürrenmatt 1911-től Konolfingen protestáns lelkésze, mely tisztséget 1935-ig töltötte be; ezt követően a berni Salem Kórház lelkésze lett. Az ifjú Dürrenmattnak ez a környezet gondtalan gyermekkort biztosított, a család protestantizmusa ugyanakkor kevéssé hatott rá. Hároméves volt, amikor húga, Vroni született. Iskoláit Konolfingenben, majd 1933-tól a szomszédos Grosshöchstettenben végezte. Már fiatalon kiütközött grafikusi és festői tehetsége. 1935-től, amikor a család Bernbe költözött, az ottani gimnázium tanulója lett, ám gyenge osztályzatai miatt 1937-től átíratták a Humboldtianum nevű magániskolába. Itt végzett 1941-ben.
Apja tanácsára még ebben az évben beiratkozott a zürichi egyetem filozófia és német nyelv és irodalom szakára. Tanulmányait egy szemeszter elvégzése után a berni egyetemen folytatta, amit 1945-ben, a végzettség megszerzése nélkül otthagyott.

### Írói kezdetek
Ekkor már egyre jobban foglalkoztatta az írói mesterség; Georg Kaiser, Franz Kafka, Arthur Schopenhauer és Friedrich Nietzsche művei mellett Arisztophanész és az antik görög és római tragédiák voltak a kedvenc olvasmányai, de sokat merített Frank Wedekind, Karl Kraus és Theodor Fontane műveiből is.
A kezdeti évek anyagilag nem hoztak sikert a fiatal írónak. 1946-ban feleségül vette Lotti Geissler színésznőt, és Bázelbe költöztek. Ekkor fejezte be a Meg vagyon írva (Es steht geschrieben) című darabját, melynek bemutatója 1947-ben volt, Zürichben. (Később ezt dolgozta át Újrakeresztelők /Die Wiedertäufer, 1966/ címmel). Ebben az évben született fia, Peter, majd két évvel később Barbara, 1951-ben pedig Ruth nevű lányuk. 1948-ban Bázelben mutatták be második színművét, A vakot (Der Blinde). Mindkét előadás csúnyán megbukott.

### Első sikerek
Hogy megélhetésüket biztosítsa, színikritikákat írt, ám ez nem volt elegendő a ház fenntartásához, így átköltöztek Schernelzbe, anyósához, majd Ligerzbe, végül (1952-ben) vettek egy házat Neuchâtelben, ahol haláláig élt.
Ezek alatt az évek alatt nagyon termékeny volt. Megírta első rádiójátékát (Der Doppelgänger, 1946), számos kabaréjelenetet írt a bázeli Cornichon kabarénak, és kiadott két regényt, A bíró és a hóhér (Der Richter und sein Henker, 1950/51) és A gyanú (Der Verdacht, 1951/52) címmel. Ekkor írta a német fasizmus felemelkedésére, valamint Svájc szemlélődő magatartására reflektáló Az alagút (Der Tunnel) című regény első változatát is, melyet 1978-ban átdolgozott.
1952-re – jórészt rádiójátékainak köszönhetően – nagy nevet szerzett magának Svájcban és Németországban egyaránt. Ezeket a műveit, melyekkel több díjat is elnyert, többször is sugározták, néhányat pedig televízióra és színpadra is alkalmaztak.
Tanulva korábbi színpadi kudarcaiból, sokat merített Brecht és mások dramaturgiai megoldásaiból. A nagy Romulus (Romulus der Grosse, 1949, átdolgozva 1957, 1961, 1963, 1980) Brecht mellett Christopher Fry, George Bernard Shaw, Frank Wedekind, Thornton Wilder hatását mutatja. Következő darabja, a Mr. Mississippi házassága (Die Ehe des Herrn Mississippi, 1952, átdolgozva 1957, 1961, 1969, 1980) hozta meg számára az első átütő sikert: 1952-ben Münchenben, 1958-ban New York-ban, 1959-ben pedig Londonban játszották nagy sikerrel.
1955-ben megjelent színházi esszéje, A színház problémái (Theaterprobleme), melyben kifejti komédia-felfogását, mely alapvetően a modern világ irracionalitásán alapul. Dramaturgiai, az ideológiák fölé emelkedni kívánó nézőpontja érvényesül későbbi, politikai tárgyú nagyesszéiben is (Sätze aus Amerika, 1970; Israels Lebensrecht, 1967; Tschechoslowakei 1968, 1968; Monstervortrag über Gerechtigkeit und Recht, 1968; Zusammenhänge: Essay über Israel, 1976).

### Az író
Az öreg hölgy látogatása (Der Besuch der alten Dame, 1956) és A fizikusok (Die Physiker, 1961) című darabjai voltak az elsők, melyekkel a nyugat-európai színpadok után az akkori "vasfüggönyön túli", azaz kelet-európai országokat is meghódíthatta.
A hatvanas években íródott színművei az író legkiforrottabb, legenergikusabb munkái. A Herkules Augiász istállójában (Herkules und der Stall des Augias, 1962) című komédia erőteljes támadás a svájci állam ellen, míg A meteor (Der Meteor, 1965) az amorális világban amorálisan élő művész tragikomédiája.
Az Egy bolygó arcképe (Porträt eines Planeten, 1967) címet viselő darabjának bukása után a klasszikus drámák átdolgozása felé fordult, és kiváló átiratokat készített Shakespeare János királyából (1968) és Titus Andronicusából (1969), Strindberg Haláltáncából (1968) és Büchner Woyzeckjéből (1972).
Ezt követően számos színműve is megbukott (például Der Mitmacher, 1972, átdolgozva 1980; Die Frist, 1977, átdolgozva 1980; Die Panne, 1979), ezért – valamint belefáradva a színidirektorokkal való folytonos küzdelembe – lassan visszavonult a színháztól. Miután 1983-ban felesége, Lotti meghalt, feleségül vette Charlotte Kerr német színésznőt, aki a színészi munka mellett színházi újságíróként is dolgozott, illetve segített Dürrenmatt kései műveinek sajtó alá rendezésében.

### Időskora
Életének utolsó évtizedei folyamán visszatért a festéshez és a grafikához. Nagy mennyiségű anyagot hagyott hátra, s e művek többsége számos érintkezési pontot mutat színpadi és egyéb alkotásaival. Képeinek egyik központi alakja a labirintusban rekedt Minótaurosz, aki már csak Thészeusz végső csapását várja. Visszatért a detektívtörténetek írásához is, ezek a regények – mint például A megbízás (Der Auftrag, 1986) – azonban jelentős mértékben szakítanak a jó végső győzelmét hirdető hagyományos krimiformával. A Zűrvölgy (Durcheinandertal, 1989) és a befejezetlenül maradt Stoffe (1981–) posztmodern regényírói törekvéseinek kiváló példái.
Az 1980-as években számos díjat (1986: Büchner-díj) és díszdoktori címet kapott. Hatvanadik születésnapjára, közreműködésével, 29 kötetben megjelent műveinek gyűjteményes kiadása. Egyiptomi és szicíliai utazásait követően 1987-ben részt vett a Mihail Szergejevics Gorbacsov elnökletével Moszkvában ülésező Békefórumon. 1990-ben szívrohamban hunyt el neuchâteli otthonában.

## Művészete
Dürrenmatt művei többnyire az erkölcsi és politikai paradoxonok kérdéseit feszegetik. Sem drámái, sem más írásai nem sorolhatók tiszta műfajokba, mert mindig törekszik a hirtelen fordulatokban bővelkedő, a néző vagy olvasó figyelmét mindig más eszközökkel fenntartani kívánó közvetítésmódra. Írásai a modernizmus és a posztmodern határán mozognak: az erkölcsi kérdések felvetése az egyik, míg folytonos intertextualitása a másik irányba billentik szövegeit.
Figurái többnyire morálisan elítélendő vagy szánalmas alakok (a döntésképtelen Romulus, a kisváros lakosságát volt szerelmének meggyilkolására felbujtó Claire Zachanassian, a Mr. Mississippi kegyetlen kéjnője, Anastasia), akik azonban majd minden esetben győzelemre jutnak. Győzelmük ugyanakkor kegyetlen látlelettel szolgál a világ állapotát illetően.
Drámáinak nézőjét tehát a szerző szándéka szerint nem a figurák, hanem (áttételesen) a világ állapota, sorsa felett érzett szánalom vagy megbotránkozás érzése kell eltöltse, miközben a polgári társadalom illúzióvesztésének filozofikus, ugyanakkor keserűen mulattató ábrázolását adják.
Figyelmet érdemel, hogy legtöbb művét a szerző időről időre átdolgozta. Ezek a változtatások a legtöbb esetben nem csupán szerkezeti-dramaturgiai módosítások voltak; az átdolgozásokkor tartalmát folyamatosan hozzáigazította az őt körülvevő világ általa érzékelt változásaihoz. Kiemelte az idejétmúltnak ítélt utalásokat, és naprakészekkel helyettesítette őket. Ez az írói mód (mely így soha nem tekinti véglegesnek és zárt egésznek a szöveget) a posztmodern írói magatartás jellemző példája.

## Művei
- 1945 – Der Alte
- 1947 – Meg vagyon írva (Es steht geschrieben) dráma
- 1947 – A vak (Der Blinde) dráma
- 1950 – A Nagy Romulus (Romulus der Große) dráma
- 1950 – A bíró és a hóhér (Der Richter und sein Henker) kisregény
- 1951 – A gyanú (Der Verdacht) regény
- 1952 – A város (Die Stadt)
- 1952 – Die Ehe des Herrn Mississippi
- 1954 – Angyal szállt le Babilonba (Ein Engel kommt nach Babylon) dráma
- 1954 – Herkules und der Stall des Augias
- 1956 – Az öreg hölgy látogatása (Der Besuch der alten Dame) dráma
- 1956 – A baleset (Die Panne) regény
- 1957 – Az ígéret (Das Versprechen) regény (Fényes nappal történt című film forgatókönyvének átdolgozása)
- 1959 – Görög férfi görög nőt keres (Grieche sucht Griechin) regény
- 1960 – Ötödik Frank (Frank der Fünfte. Oper einer Privatbank) dráma
- 1962 – A fizikusok (Die Physiker) dráma
- 1966 – A Meteor (Der Meteor) dráma
- 1968 – János király (König Johann) dráma
- 1969 – Play Strindberg (Play Strindberg) dráma
- 1970 – Sätze aus Amerika
- 1970 – Titus Andronicus (Titus Andronicus) dráma
- 1971 – Pillanatkép egy bolygóról (Porträt eines Planeten) dráma
- 1971 – A bukás (Der Sturz)
- 1976 – Csendestárs (Der Mitmacher)
- 1977 – Die Frist dráma
- 1982 – Achterloo
- 1985 – Igazság-ügy (Justiz) regény
- 1986 – A megbízás avagy a megfigyelők megfigyelőjének megfigyeléséről (Der Auftrag oder Vom Beobachten des Beobachters der Beobachter) kisregény
- 1989 – Zűrvölgy (Durcheinandertal)

### Posztumusz kiadott művek
- 1991 – Midas oder die Schwarze Leinwand
- 1991 – Kants Hoffnung
- 1992 – Gedankenfuge
- 1993 – Das Mögliche ist ungeheuer
- 1995 – Der Pensionierte

## Magyarul

### 1990-ig
- A milliomosnő látogatása. Tragikus komédia; ford., utószó Fáy Árpád; Európa, Bp., 1958 (Modern könyvtár)
- A baleset; ford., utószó Gera György; Magvető, Bp., 1958 (Világkönyvtár)
- Az ígéret. A bűnügyi regény rekviemje. Bűnügyi regény; ford. Fáy Árpád; Európa, Bp., 1960
- A fizikusok. Komédia; ford. Springer Márta; Színháztudományi Intézet, Bp., 1962 (Világszínház)
- Ötödik Frank. Egy magánbank operája; Európa, Bp., 1963 (Modern könyvtár)
- Színházi problémák; ford., bev. Almási Miklós, szerk., jegyz. Sz. Szántó Judit; Színháztudományi Intézet, Bp., 1963 (Korszerű színház)
- Az öreg hölgy látogatása; ford. Fáy Árpád, utószó Jánosházy György; Irodalmi, Bukarest, 1964
- Drámák; ford. Fáy Árpád, Ungvári Tamás, Vajda Miklós, utószó Ungvári Tamás; Európa, Bp., 1967
- Az ígéret / A bíró és a hóhér; ford. Fáy Árpád, Gera György, Ungvári Tamás; Athenaeum Ny., Bp., 1968 (Európa zsebkönyvek)
- A bíró és a hóhér; ford. A. Nagy Géza; Ifjúsági, Bukarest, 1969 (Árgus)
- Görög férfi görög nőt keres. Komédia prózában; ford. B. Fejér Gizella; Irodalmi, Bukarest, 1969 (Horizont könyvek)
- Arckép helyett. Beszédek, tanulmányok, kritikák; ford. Zimonyi Andrea; Gondolat, Bp., 1971
- A vak / János király. Shakespeare után; ford. Görgey Gábor, utószó Walkó György; Európa, Bp., 1972 (Modern könyvtár)
- Drámák; utószó Benedek András; Európa, Bp., 1977
- A Nagy Romulus. Komédia; ford. Fáy Árpád, rend. Árkosi Árpád; Szigligeti Színház–Verseghy Ferenc Megyei Könyvtár, Szolnok, 1982 (A Szolnoki Szigligeti Színház műhelye)
- Igazság-ügy; ford. Asztalos József; Magvető, Bp., 1987 (Világkönyvtár)
- A megbízás avagy A megfigyelők megfigyelőjének megfigyeléséről. Elbeszélés huszonnégy mondatban; ford. Horváth Géza; Európa, Bp., 1989

### 1990-től
- A bukás; ford. Horváth Géza; Európa, Bp., 1990
- Zűrvölgy; ford. Révai Gábor; Európa, Bp., 1992
- Drámák; ford. Fáy Árpád et al., szöveggond. Frech Judit és Jobbágy Gabriella; Holló, Kaposvár, 1996
- A színidirektor. Elbeszélések; ford. Asztalos József, Horváth Géza, Németh Tibor György; Európa, Bp., 1996 (Európa zsebkönyvek)
- Die Falle / A csapda. Elbeszélések. Próza I-IV.; ford. Adamik Lajos; Noran, Bp., 1997 (Kentaur könyvek)
- Max Frisch–Friedrich Dürrenmattː Levélváltás; tan. Peter Rüedi, ford. Tandori Dezső; Glória, Bp., 1999 (Hírességek levelei)
- Válogatott elbeszélések, 1-6.; Európa, Bp., 2002–2003
  - A bíró és a hóhér; ford. Adamik Lajos et al.
  - A gyanú; ford. Magyar István, B. Fejér Gizella
  - A megbízás; ford. Asztalos József, Horváth Géza, Németh Tibor György
  - Az ígéret; ford. Fáy Árpád, Gera György
  - Igazság-ügy; ford. Asztalos József, Horváth Géza
  - Zűrvölgy; ford. Halasi Zoltán, Horváth Géza, Révai Gábor
- Az öreg hölgy látogatása. Tragikus komédia; ford. Kurdi Imre; Magvető, Bp., 2019 (Színház az egész)

## Művei filmeken
Az ígéret
- Az ígéret – Fényes nappal történt (Es geschah am hellichten Tag), 1958-as NSZK–svájci–spanyol film, rendezte Ladislao Vajda. Ennek forgatókönyve alapján írta Dürrenmatt Az ígéret (Das Versprechen) című regényét.
- Fényes nappal történt (Es geschah am hellichten Tag); 1997-es német film, rendezte Nico Hofmann
- Az ígéret megszállottja (The Pledge), 2001-es amerikai–kanadai film, rendezte Sean Penn
- Szürkület (1991) , rendezte Fehér György

Az öreg hölgy látogatása
- Az öreg hölgy látogatása (The Visit), 1964-es amerikai–francia–NSZK film, rendezte Bernhard Wicki
- Az öreg hölgy látogatása (Der Besuch der alten Dame), 2008-as német–osztrák tévéfilm, rendezte Nikolaus Leytner
- Hyènes (1992-es szenegáli–francia–svájci film Az öreg hölgy látogatása drámából, rendezte Djibril Diop Mambéty)

A bíró és a hóhér
- A bíró és a hóhér (Der Richter und sein Henker, NSZK tévéfilm, 1957, rend. Franz Peter Wirth)
- A bíró és a hóhér, 1968, magyar tévéfilm, rend. Mihályfi Imre)
- A bíró és a hóhér (Der Richter und sein Henker, NSZK–olasz játékfilm, 1975, rend. Maximilian Schell)

Továbbiak
- Grieche sucht Griechin (1966-os NSZK film, rendezte Rolf Thiele, főszereplő Heinz Rühmann)
- Justiz (1993-as német–svájci film, rendezte Hans W. Geissendörfer, főszereplő Maximilian Schell)